# Dobitne kombinacije u pokeru
Dobitne kombinacije u pokeru ili dobitne ruke su one različite kombinacije 5 karata koje određuju tko od igrača pokera ima najjaču ruku.

## Osnovna pravila
- Karte poredane po jačini svaka sama za sebe:  A (najjača karta), K, Q, J, 10, 9, 8, 7, 6, 5, 4, 3, 2 (najslabija karta).  As se može pojaviti kao jedinica A-2-3-4-5 u skala ili skali u boji. Jačina karti samih za sebe rabi se za usporedbu ruka kad nijedan igrač nema neku posebnu dobitnu kombinaciju.

- Boja karata ne čini razliku, skala u piku 3♠ 4♠ 5♠ 6♠ 7♠ nije jača od karo skale 3♦ 4♦ 5♦ 6♦ 7♦.

- Ruka se uvijek sastoji od 5 karata. U igrama gdje je igraču dostupno više od 5 karata, računa se najbolja kombinacija.

- Jačinu ruke određuje prvo kategorija, potom jačina karata: najslabija kombinacija u nekoj kategoriji jača je od svih kombinacija u nižoj kategoriji. Najslabija dva para (2♦ 2♠ 3♦ 3♥ 4♠), jača su od svakog jednog para ili jake karte. Samo kad postoje dvije ruke iste kategorije, onda se gleda jačina samih karata u kombinaciji.

## Dobitne kombinacije
Radi jednostavnosti ruka je najčešće predstavljena tako da je najjača karta s lijeve strane, i jačina karti opada nadesno. Naravno, kombinacija ima istu vrijednost bez obzira kako karte bile poredane. Postoji 311.875.200 načina (permutacija) kako je moguće podijeliti 5 karata iz špila od 52 karte no pošto redoslijed karata nije bitan traženi broj kombinacija iznosi: {\displaystyle {\frac {\frac {52!}{(52-5)!}}{5!}}={\frac {311.875.200}{5!}}={\frac {311.875.200}{120}}=2.598.960} mogućih različitih kombinacija.
Slijede dobitne kombinacije, od najjače prema najslabijoj:

### Skala u boji
U originalu straight flush, radi se o kombinaciji koja istovremeno zadovoljava uvjete skale i boje. U pokeru s pet karata postoji točno 10 takvih kombinacija, od 5-4-3-2-A iste boje, pa do A-K-Q-J-10 iste boje. Skala u boji od asa do desetke najjača je kombinacija u pokeru, a naziva se i royal flush ("kraljevska boja").

### Poker (4 iste karte)
U poker slengu također i quad, quads, poker je kombinacija u kojoj se nalaze četiri karte istog broja, kao u A-A-A-A-K. U draw i stud pokeru dva igrača nikako ne mogu imati poker u istom broju, no u igrama s zajedničkim kartama (Texas hold 'em, Omaha hold 'em) to je moguće, pa se remi razbija petom kartom (u danom primjeru kralj).

### Ful
Ful ili full house je kombinacija koja se sastoji od trisa i para, kao primjerice 8-8-8-J-J. Ako dva igrača dijele isti tris (moguće samo u igrama sa zajedničkim kartama), onda se remi razbija parom. Ako pak oba igrača drže isti tris i isti par (važno je da je, primjerice, K-K-K-7-7 jači od 7-7-7-K-K), onda remi ostaje i pot se dijeli na dva dijela.

### Boja
Boja, također "fleš", a u originalu flush je kombinacija kod koje je svih pet karata u istoj boji. Ako dva ili više igrača drži boju, onda se redom uspoređuju njihove karte da bi se ustanovilo čija je jača. Primjerice, A♣K♣J♣8♣2♣ je jača boja nego A♣K♣9♣7♣6♣, koja je pak jača od K♣Q♣J♣8♣5♣. Ako su obje boje identične (sama boja, bio to pik, herc, tref ili karo, nije važna), onda se događa remi.

### Skala
Skala (straight) je kombinacija kod kojih je svih pet karata u brojevnom slijedu (primjerice, 8-7-6-5-4 ili Q-J-10-9-8). Najjača skala je A-K-Q-J-10, poznata i kao broadway, dok je najslabija skala 5-4-3-2-A, poznata kao wheel. U wheelu as igra kao jedinica da bi napravio skalu. Ako dva igrača imaju istu skalu, događa se remi.

### Tris
Tris (three-of-a-kind) je kombinacija koja sadrži točno tri karte istog broja (k tome ne sadržava i par, jer bi onda to bio ful), kao što su 7-7-7-J-6. Ako dva igrača imaju tris istog broja, gledaju se četvrta i peta karta. U pokeru sa zajedničkim kartama razlikujemo dvije vrste trisa: set i trips. Set je tris koji se sastoji od dvije karte u ruci, a jedne na stolu, a trips od jedne karte u ruci, a dvije karte na stolu.

### Dva para
Dva para je kombinacija koja sadrži dva para po dvije karte istog broja (oba para nisu istog broja jer bi to onda bio poker, četiri iste). Ako dva igrača imaju po dva para, onda se prvo uspoređuju veći parovi, a onda manji (q-q-4-4-9 je bolji od 10-10-6-6-9).

### Jedan par
Jedan par je kombinacija koja sadrži točno jedan par od dvije karte istog broja, kao što je 4-4-A-K-3.

### Jaka karta
Jaka karta (high card) je kombinacija koja ne zadovoljava uvjete nijedne od prethodno navedenih kombinacija. U pokeru s pet karata igrač će jaku kartu dobiti u prosjeku na skoro svakom drugom dijeljenju.

## Napomene
1. ↑  Osnovni oblik/formula kod permutacija glasi:
{\displaystyle P(n,r)={\frac {n!}{(n-r)!}}.}
stoga:
{\displaystyle P(52,5)={\frac {52!}{(52-5)!}}={\frac {52!}{47!}}=311.875.200}